# Angelos Charisteas
Angelos Charisteas (gr. Άγγελος Χαριστέας, ur. 9 lutego 1980 w Seresie) – grecki piłkarz grający na pozycji napastnika, mistrz Europy 2004.

## Kariera
Karierę zaczynał w 1997 roku w klubie Aris FC, który występuje w lidze greckiej. W klubie z Salonik rozegrał do 2002 roku 87 meczów i strzelił 19 goli. Na sezon 1998/1999 był wypożyczony do Athinaikosu (7 meczów, 1 bramka). W 2002 roku Charisteas przeniósł się do niemieckiego Werderu Brema. Grał w nim przez trzy lata i rozegrał 66 meczów przy 18 zdobytych bramkach. W sezonie 2005/2006 był zawodnikiem klubu AFC Ajax, ale już sezon później zmienił klub na Feyenoord, do którego przeszedł za 2,5 miliona euro by zastąpić sprzedanego do Liverpoolu F.C. Dirka Kuijta.
Latem 2007 za 2,5 miliona euro przeszedł do niemieckiego 1. FC Nürnberg. W 2009 roku przebywał na wypożyczeniu w Bayerze 04 Leverkusen. Po Mistrzostwach Świata w 2010 roku, Charisteas podpisał kontrakt z francuskim beniaminkiem Ligue 1, z AC Arles-Avignon. Jego kontrakt, po rozegraniu siedmiu meczów bez zdobytej bramki, został rozwiązany w grudniu 2010. 31 stycznia 2011 roku Charisteas podpisał kontrakt z niemieckim klubem Schalke 04 Gelsenkirchen. W swoim ligowym debiucie w meczu z Eintrachtem Frankfurt, zdobył dla swojej drużyny zwycięską bramkę na 2:1, był to jego pierwszy kontakt z piłką w meczu, po 52 sekundach, jakie spędził na boisku.
28 lipca 2011 roku ukazała się wiadomość, iż Angelos Charisteas postanowił powrócić do ojczyzny i podpisał roczny kontrakt z beniaminkiem greckiej ligi, Panetolikosem Agrinio. W ciągu 24 meczów zdobył cztery gole. Po sezonie opuścił klub.

## Kariera reprezentacyjna
Jako reprezentant Grecji wystąpił w turnieju finałowym Euro 2004, strzelając trzy ważne bramki: ustalił wynik meczu z Hiszpanią, wyrównując na 1:1, a także zdobył bramki w ćwierćfinale z Francją i w finale z Portugalią (zwycięstwa Grecji po 1:0). Występuje w reprezentacji z numerem 9. Został powołany na Euro 2008, na których strzelił jedynego gola Greków na turnieju w meczu z Hiszpanią. Razem z reprezentacją zakwalifikowali się na MŚ w RPA, znajdując się w grupie z Argentyną, Nigerią i Koreą Południową, gdzie Grecy zajęli trzecie miejsce z trzema punktami w grupie (wygrana 2:1 z Nigerią) i odpadając z turnieju po fazie grupowej.